# Euthanasie non volontaire
Ne doit pas être confondu avec Euthanasie involontaire.
L'euthanasie non volontaire est une euthanasie pratiquée alors que la personne concernée est incapable de formuler un consentement éclairé, par exemple si l'intéressé est mineur ou se trouve dans le coma. L'euthanasie non volontaire se distingue de l'euthanasie volontaire (euthanasie mise en œuvre avec le consentement du patient) et de l'euthanasie involontaire (pratiquée contre ou sans l'accord du patient capable de formuler son accord). L'euthanasie non volontaire s'étend ainsi aux enfants, si leurs parents s'opposent à l'euthanasie.
La décision de mettre un terme à la vie du patient est examinée sous plusieurs angles : les souhaits de la personne si elle était en état de s'exprimer ; la décision prise par le ou la responsable du patient en s'imaginant se trouver à la place du malade ; l'avis du médecin d'après ses propres critères et son propre raisonnement.

## Euthanasie et religions
L'Islam enseigne que la personne humaine et sa vie sont sacrées, et que seul Dieu qui donne la vie est en droit de pouvoir la reprendre. L’homme doit donc agir dans toutes les circonstances pour préserver et conserver la vie. Qu’il s’agisse concernant sa propre personne (suicide) ou quelqu’un d'autre, l’acte de donner la mort est interdit.
Un verset coranique dit : « Quiconque tuerait une personne, c'est comme s'il avait tué tous les hommes. Et quiconque lui fait don de la vie, c'est comme s'il faisait don de la vie à tous les hommes ».
La position de l’Église catholique est reste inchangée  depuis l’interdiction vétérotestamentaire et a peu évoluée . Les derniers pontifes romains ont tous approuvé l’interdiction de l’euthanasie. L’Encyclique Evangelium vitae de saint Jean-Paul II, du 25 mars 1995 est un texte clair et ferme : « l’euthanasie est donc un crime qu’aucune loi humaine ne peut prétendre légitimer. » La maladie est toujours « un chemin de conversion » qui « provoque une recherche de Dieu, un retour à lui ». Quant à la douleur, elle demeure « un accès au salut éternel » et « elle peut désormais nous configurer à Lui (le Christ) et nous unir à sa passion rédemptrice. » (extraits du Catéchisme de l’Église catholique, promulgué par le Vatican en 1992, repris dans le Compendium de 2005, §1501 et 1505)
Récemment encore, en juin 2016, le pape François a confirmé cette position de l’Église dans une interview au journal « Famille chrétienne » où il a déclaré qu’il ne fallait pas « se cacher derrière une prétendue compassion pour justifier et approuver la mort d’un malade. »

## Légalité
L'euthanasie non volontaire se décline en deux versions : passive et active. L'euthanasie passive consiste à priver le malade de soins vitaux, comme des antibiotiques, qui lui sont indispensables pour prolonger ses jours. L'euthanasie active consiste à utiliser des substances ou des méthodes mortelles, comme l'injection d'un produit lytique, dans l'objectif de tuer le patient ; cette variante est la plus controversée. Certains auteurs estiment que ces nuances prêtent à confusion et sont inutiles.
L'euthanasie active non volontaire est illégale dans tous les pays du monde, même si elle est pratiquée aux Pays-Bas sur des enfants (voir la section ci-dessous) dans le cadre d'un accord entre les soignants et les magistrats. L'euthanasie passive non volontaire (retrait des soins vitaux) est légale dans divers pays, comme en Inde, en Albanie, dans plusieurs lieux aux États-Unis ; elle est également pratiquée dans des hôpitaux anglais,.
L'euthanasie non volontaire fait l'objet de vastes débats. Par exemple, Len Doyal (en), professeur d'éthique médicale et ancien membre du comité d'éthique de la British Medical Association, a soutenu sa légalisation : en 2006, il déclare que les « soutiens en faveur de l'euthanasie volontaire devraient aussi réclamer l'euthanasie non volontaire si elle a lieu dans des circonstances adéquates et selon une réglementation idoine ». Peter Saunders, directeur de campagne de Care Not Killing (en) (alliance entre des groupes chrétiens et de défense des personnes avec handicap), se prononce contre la légalisation et déclare que les propositions de Doyal représentent « la pire forme possible de paternalisme médical, selon lequel les médecins peuvent mettre fin aux jours des patients après avoir jugé que leurs vies n'ont aucune valeur, tout en invoquant simplement l'intérêt supérieur de leurs patients comme moteur de leurs actions ».

## Débat et la pente savonneuse
L'euthanasie non volontaire fait partie des possibilités soulevées dans le cadre d'un argument de la pente savonneuse au sujet de l'euthanasie, raisonnement qui projette qu'en autorisant l'euthanasie volontaire, on ouvre la voie à une législation autorisant l'euthanasie involontaire et non volontaire, même si divers spécialistes de la bioéthique ont contesté cette éventualité,,.

## Euthanasie non volontaire aux Pays-Bas

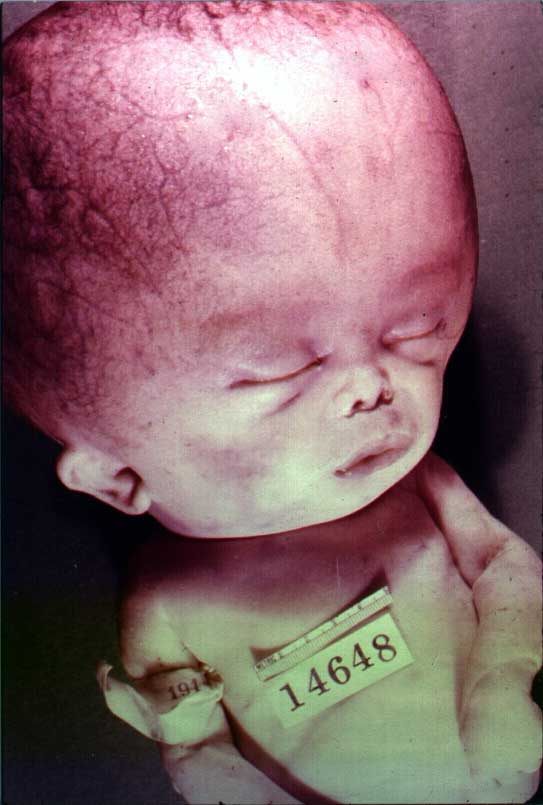
Hydrocéphalie sévère. Les bébés atteints de maladies aussi graves peuvent faire l'objet d'une euthanasie non volontaire aux Pays-Bas si les parents et les médecins décident que cette option est la meilleure pour l'enfant. Dans d'autres pays, les médecins associés à la décision risquent des poursuites judiciaires.

Depuis 2002, des formes d'euthanasie sont codifiées par la loi aux Pays-Bas. Ces législations prévoient que l'euthanasie et l'assistance médicale au suicide ne sont pas criminalisées si le médecin référent agit conformément aux critères du « soin nécessaire ». Avant la promulgation de cette loi, l'euthanasie et l'assistance au suicide étaient déjà tolérées aux Pays-Bas depuis de nombreuses années, ainsi que l'ont décrit des auteurs comme G. van der Wal et R. J. Dillmann en 1994. Dans une enquête de 1994, sur 5 000 requêtes examinées aux Pays-Bas, dans près de 1 000 cas, les médecins ont prescrit des substances dans l'objectif explicite d'abréger les jours du patient, sans demande explicite de ce dernier ; ces initiatives peuvent être considérées comme des euthanasies non volontaires,.
Depuis 2004, les Pays-Bas se sont dotés d'un protocole à suivre en cas d'euthanasie sur des enfants de moins de 12 ans (voir ci-dessous), protocole ratifié par l'association nationale néerlandaise des pédiatres, même si appliquer ces principes demeure techniquement illégal. Eduard Verhagen (en), en coopération avec des collègues et des procureurs, a développé le protocole de Groningen (en) qui définit les cas où le ministère public s'abstient d'entamer des poursuites,.

## Euthanasie non volontaire sur des enfants

### Euthanasie sur des nouveau-nés
L'euthanasie active sur des nouveau-nés est illégale partout dans le monde, à l'exception de facto des Pays-Bas comme indiqué ci-dessus. Un nouveau-né ne pouvant jamais exprimer sa pensée, l'euthanasie à cet âge, par définition, est non volontaire. Des faits relativement anciens d'euthanasie sur un enfant sont documentés dans les actes du chirurgien Harry J. Haiselden (en) à Chicago au début du XXe siècle.

### Grèce antique
Dans la Grèce antique, l'euthanasie non volontaire sur des enfants était pratiquée et reflétait des valeurs eugénistes, c'est-à-dire la croyance que l'euthanasie va améliorer la qualité génétique de la population ; elle se matérialisait par l'absence de soins pour l'enfant (euthanasie passive) plutôt que par une extermination physique. Cet acte était appelé « exposition ».